# اونترنوی کیرشن
اونترنوی کیرشن (به آلمانی: Unterneukirchen) یک شهر در آلمان است که در بایرن واقع شده‌است.

## خصوصیات
اونترنوی کیرشن ۲۳٫۲۶ کیلومترمربع مساحت دارد ۴۶۰ متر بالاتر از سطح دریا واقع شده‌است.